# 62e bataillon de chasseurs alpins
Le 62e bataillon de chasseurs alpins (62e BCA) est une unité militaire dissoute de l'infanterie alpine française (chasseurs alpins) qui participa notamment aux deux conflits mondiaux.

## Création et différentes dénominations
- 1914 : formation, du 3 au 5 août à Albertville, du 62e bataillon de chasseurs alpins, à partir du 22e bataillon de chasseurs alpins,
- 1919 : dissolution du 62e BCA en mars,
- 1939 : nouvelle création du bataillon, comme bataillon de réserve de Série A,
- 1940 : dissolution

## Historique des garnisons, campagnes et batailles

### Première Guerre mondiale

#### Rattachements successifs
- 28e division d'infanterie d'août à novembre 1914,
- 47e division d'infanterie de janvier à novembre 1915,
- 46e division d'infanterie, 2e groupe de chasseurs, d'octobre 1917 à mars 1918.

#### 1914
Vosges (la Fontenelle). Somme (Vermandovillers).Belgique (ferme de Piccadilly).

#### 1915
Alsace et Vosges (Reichacker, Sulzern, Tête de Faux, Langenfeldkopf).
De février à juillet il participe à la bataille du Reichsackerkopf.

#### 1916
Alsace (Barrenkopf). Somme (Maurepas, Bois du Ravin, St-Piere Waast, Saillisel). Alsace (Hartmann)

#### 1917
Loivre, Sapigneul, Chemin des Dames (Vauclerc). Italie)

#### 1918
Italie (Monte tomba). Belgique (Dickebusch). Champagne (Perthes-les-Hurlus). Picardie. Morcourt. Canal de la Sambre

### Seconde Guerre mondiale
1939: Mobilisation du 62e BCA, au camp de Caïs (près de Fréjus), Alpes (Sospel, saillant Fontan-Saorge, Saint-Laurent du Var, Grasse), Aube (Rouilly, Arcis-sur-Aube)
1940: Aube (Arcis-sur-Aube), Alsace (Avant-lès-Ramerupt, Wiversheim, Wingersheim, Gundershoffen), Aisne (canal de l’Aisne à l’Oise, l’Ailette, Longueval), dislocation du 62e BCA vers Fismes. Les rescapés rejoignent Millau et le camp de la Courtine puis Digne. Dissolution le 6 août 1940

## Traditions

### Drapeau
Comme tous les autres bataillons et groupes de chasseurs, leN e BCA ne dispose pas d'un drapeau propre. (Voir le drapeau des chasseurs).

## Chefs de corps
- 1914 Cne Adjt-Major Joseph CLAIR
- 1914 - 1916 CB Paul HUOT (Mort le 05/11/1916)
- 1916 - 1917 CB Edouard SALESSE
- 1917 - 1919 CB Jean DUGALEIX

## Personnalités ayant servi au sein du bataillon
Capitaine Louis Moufflet

## Sources et bibliographie
- Bataillon de chasseurs durant la grande guerre.
- Citations collectives des bataillons de chasseurs de 1914-1918.
- Historique succinct du 62e bataillon de chasseurs alpins, Nice, Impr. Barma, 27 p., lire en ligne sur Gallica.